# Adrian Bogucki
Adrian Bogucki (Leszno, 18 novembre 1999) è un cestista polacco.

## Palmarès
- Supercoppa polacca: 1

Śląsk Breslavia: 2024